# Aree principali del Galles

Aree principali del Galles

Le aree principali del Galles (in inglese principal areas of Wales) sono le 22 autorità unitarie che costituiscono la suddivisione amministrativa di 1º livello del Galles.
Esse si distinguono tra:
- 10 distretti di contea (county borough);
- 9 contee (county);
- 3 città (city).

L'assetto attuale risale al 1º aprile 1996, in virtù del Local Government (Wales) Act 1994 (1994 c. 19).

## Cambiamenti di nome
I nomi attuali di alcune aree sono diversi da quelli specificati nel Local Government (Wales) del 1994. A partire dal 2 aprile 1996 ci sono state le seguenti modifiche:
- "Distretto di contea di Aberconwy and Colwyn" mutato in distretto di contea di Conwy
- "Anglesey" mutato in Isola di Anglesey
- "Caernarfonshire e Merionethshire" mutato in Gwynedd
- "Cardiganshire" mutato in Ceredigion
- "Distretto di contea di Neath e Port Talbot" mutato in distretto di contea di Neath Port Talbot

## Lista
| Localizzazione | Area principale                          | Tipo                | Capoluogo             | Popolazione (2011) | Superficie (km2) |
| -------------- | ---------------------------------------- | ------------------- | --------------------- | ------------------ | ---------------- |
|                | Distretto di contea di Blaenau Gwent     | distretto di contea | Ebbw Vale             | 69 800             | 109              |
|                | Distretto di contea di Bridgend          | distretto di contea | Bridgend              | 139 200            | 246              |
|                | Distretto di contea di Caerphilly        | distretto di contea | Caerphilly            | 178 800            | 278              |
|                | Cardiff                                  | città               | -                     | 346 100            | 140              |
|                | Carmarthenshire                          | contea              | Carmarthen            | 183 800            | 2 395            |
|                | Ceredigion                               | contea              | Aberaeron Aberystwyth | 75 900             | 1 783            |
|                | Distretto di contea di Conwy             | distretto di contea | Conwy                 | 115 200            | 1 130            |
|                | Denbighshire                             | contea              | Ruthin                | 93 700             | 844              |
|                | Flintshire                               | contea              | Mold                  | 152 500            | 438              |
|                | Gwynedd                                  | contea              | Caernarfon            | 121 900            | 2 548            |
|                | Anglesey                                 | contea              | Llangefni             | 69 700             | 714              |
|                | Distretto di contea di Merthyr Tydfil    | distretto di contea | Merthyr Tydfil        | 58 800             | 111              |
|                | Monmouthshire                            | contea              | Cwmbran               | 91 300             | 850              |
|                | Distretto di contea di Neath Port Talbot | distretto di contea | Port Talbot           | 139 800            | 442              |
|                | Newport                                  | città               | -                     | 145 700            | 190              |
|                | Pembrokeshire                            | contea              | Haverfordwest         | 122 400            | 1 590            |
|                | Powys                                    | contea              | Llandrindod Wells     | 133 000            | 5 179            |
|                | Distretto di contea di Rhondda Cynon Taf | distretto di contea | Clydach Vale          | 234 400            | 424              |
|                | Swansea                                  | città               | -                     | 239 000            | 380              |
|                | Distretto di contea di Torfaen           | distretto di contea | Pontypool             | 91 100             | 126              |
|                | Distretto di contea di Vale of Glamorgan | distretto di contea | Barry                 | 126 300            | 335              |
|                | Distretto di contea di Wrexham           | distretto di contea | Wrexham               | 134 800            | 193              |